# 川崎憲次郎
川崎憲次郎（1971年1月8日—）為日本的棒球選手，出生於大分縣佐伯市。他曾效力於日本職棒養樂多燕子（1989年～2000年）、中日龍（2001年～2004年）等，守備位置為投手，2004年退休，生涯通算88勝。